# Warren C. Philbrook
Warren C. Philbrook (* 30. November 1857 in Sedgwick, Maine; † 31. Mai 1933 in Waterville, Maine) war ein US-amerikanischer Richter und Politiker, der von 1909 bis 1910 Maine Attorney General war.

## Leben
Warren Coffin Philbrook wurde als Sohn von Luther G. Philbrook und Angelica Coffin geboren. Er besuchte das Coburn Classical Institute und machte seinen Abschluss am Colby College im Jahr 1882. Nachdem er als Lehrer und Rektor der Waterville Hich School gearbeitet hatte, studierte er Rechtswissenschaften und erhielt im Jahr 1884 seine Zulassung als Anwalt.
Als Mitglied der Republikanischen Partei war Philbrook Richter am Municipal Court von Watervill und von 1899 bis 1900 Bürgermeister von Waterville. Gehörte dem Repräsentantenhaus von Maine von 1897 bis 1900 an. Maine Attorney General war Philbrook von 1909 bis 1911.
Am 9. April 1913 wurde Philbrook von Gouverneur William Heines zum Associate Justice of the Supreme Judicial Court ernannt. Dem Gericht gehörte er bis zu seiner Pensionierung am 9. November 1928 an.
Er gehörte den Freimaurern an, war Mitglied der Knights of Pythias und war Unitarier.
Warren C. Philbrook war mit Ada Foster verheiratet. Er starb 1933 in Waterville. Sein Grab befindet sich auf dem Pine Grove Cemetery in Waterville.